# Kwas palmitynowy
Kwas palmitynowy, C
15H
31COOH – organiczny związek chemiczny z grupy nasyconych kwasów tłuszczowych, nieulegający dysocjacji. Kwas ten pomiędzy atomami węgla ma tylko wiązania pojedyncze. Jest składnikiem tłuszczów roślinnych (głównie w oleju palmowym – stąd nazwa) i zwierzęcych (przykładowo łój zawiera około 28% kwasu palmitynowego).
Jego sole: sodowa (palmitynian sodu) i potasowa (palmitynian potasu) są surowcami w przemyśle, stosowanymi do produkcji mydeł.